# Nodulisporium griseobrunneum
Nodulisporium griseobrunneum är en svampart som beskrevs av B.S. Mehrotra 1965. Nodulisporium griseobrunneum ingår i släktet Nodulisporium och familjen kolkärnsvampar.   Inga underarter finns listade i Catalogue of Life.